# Austromenopon squatarolae
Austromenopon squatarolae är en insektsart som beskrevs av Günter Timmermann 1954. Austromenopon squatarolae ingår i släktet Austromenopon, och familjen spolätare. Arten är reproducerande i Sverige.